# José Mulero
José Miguel Mulero Aponte (Caguas, 25 ottobre 1991) è un pallavolista portoricano, libero dei Cafeteros de Yauco.

## Carriera

### Club
La carriera di José Mulero inizia a livello giovanile coi Criollos de Caguas, prima di approdare agli Indios de Mayagüez. Nella stagione 2010 fa il suo debutto nella pallavolo professionistica, vestendo la maglia degli Indios de Mayagüez in Liga de Voleibol Superior Masculino, restando legato alla franchigia per cinque annate, durante lo quali viene inserito nello All-Star Team del campionato 2012-13.
Nella stagione 2015 passa ai Patriotas de Lares, che segue anche nella stagione seguente dopo il trasferimento a San Juan, giocando per i Patriotas de San Juan, venendo nuovamente inserito nel sestetto delle stelle del torneo. Nel campionato 2017 gioca invece per i Gigantes de Adjuntas, coi quali nel campionato seguente raggiunge le finali scudetto e ottiene la tripla corona come miglior ricezione, difesa e libero del torneo.
Per la Liga de Voleibol Superior Masculino 2019 si trasferisce ai neonati Mulos de Juncos, mentre in seguito gioca per la prima volta all'estero, ingaggiato negli Stati Uniti d'America dagli IE Matadors, impegnati in NVA. Rientra in patria per la LVSM 2021, difendendo i colori dei Changos de Naranjito, con cui vince lo scudetto. 
Dopo aver partecipato alla NVA 2022 coi Texas Tyrants, venendo inoltre insignito del premio di miglior libero del torneo, torna alla franchigia di Naranjito per la Liga de Voleibol Superior Masculino 2022: gli viene tuttavia diagnostica un'uveite severa, che lo costringe a saltare gran parte dell'annata. Rientra in campo per la NVA 2023, nuovamente coi Texas Tyrants, mentre partecipa alla prima parte della Liga de Voleibol Superior Masculino 2023 coi Caribes de San Sebastián, prima di essere svincolato.
Torna in campo nell'annata seguente difendendo i colori dei Gigantes de Adjuntas, trasferendosi però a metà annata ai Cafeteros de Yauco.

### Nazionale
Fa parte delle selezioni giovanili portoricane, vincendo la medaglia di bronzo al Campionato nordamericano Under-21 2010, dove viene premiato come miglior difesa. 
Nel 2011 fa il suo debutto nella nazionale portoricana maggiore in occasione della Coppa panamericana, dove viene premiato come miglior libero; sempre nello stesso anno, partecipa anche alla Coppa panamericana Under-21, torneo nel quale viene eletto miglior ricezione, difesa e libero.

## Palmarès

### Club
- Campionato portoricano: 1

2021

### Nazionale (competizioni minori)
- Campionato nordamericano Under-21 2010
- Coppa panamericana Under-21 2011

### Premi individuali
- 2010 - Campionato nordamericano Under-21: Miglior difesa
- 2011 - Coppa Panamericana: Miglior libero
- 2011 - Coppa panamericana Under-21: Miglior ricezione
- 2011 - Coppa panamericana Under-21: Miglior difesa
- 2011 - Coppa panamericana Under-21: Miglior libero
- 2013 - Liga de Voleibol Superior Masculino: All-Star Team
- 2017 - Liga de Voleibol Superior Masculino: All-Star Team
- 2018 - Liga de Voleibol Superior Masculino: Miglior ricevitore
- 2018 - Liga de Voleibol Superior Masculino: Miglior difesa
- 2018 - Liga de Voleibol Superior Masculino: Miglior libero
- 2022 - NVA: Miglior libero